# Debbie Ford
Debbie Ford, née le 1er octobre 1955 à La Jolla et morte le 17 février 2013 à San Diego,  est une conférencière, coach, autrice et enseignante américaine en développement personnel. Elle est surtout connue pour le livre à succès du New York Times, The Dark Side of the Light Chasers (La Part d'Ombre du chercheur de lumière, en français) paru en 1998.  Au cours des années suivantes, elle publie huit autres livres dont Spiritual Divorce, Why Good People Do Bad Things et The 21-Day Consciousness Cleanse qui sont vendus à plus d'un million d'exemplaires et traduits en 32 langues. Créatrice du séminaire « Shadow Process » et de « Ford Institute for Transformational Training », elle anime des émissions de télévision et de radio pendant plusieurs années,.  

## Biographie
En 1998, elle publie son ouvrage, The Dark Side of the Light Chasers (La Part d'Ombre du chercheur de lumière, en français). Après la communication de l'animatrice américaine Oprah Winfrey, en 2000, le livre se retrouve sur la « liste des best-sellers du New York Times » entre 2000 et 2001,,. Ses autres livres retrouvés sur la liste sont Pourquoi les bonnes personnes font de mauvaises choses paru en 2008 et L'effet d'ombre (Illuminating the Hidden Power of Your True Self) écrit en collaboration avec Deepak Chopra et Marianne Williamson et publié en 2010. 
Au cours de ses vingt années de carrière, elle anime des ateliers et des conférences à travers les États-Unis et forme plusieurs coachs sur le « Shadow  process ». Elle est apparue dans plusieurs émissions et séries télévisées comme Oprah, Good Morning America, Larry King Live, The Big Idea avec Donny Deutsch et Fox & Friends. Elle est collaboratrice régulière d'Oprah.com et du journal HuffPost pendant quelques années. Elle anime une émission de radio hebdomadaire sur Hay House Radio, intitulée Shadow Talk. Elle produit et joue dans le documentaire The Shadow Effect en 2009, ainsi que dans 3 Magic Words en 2010. 
Elle devient coach de vie en aidant de nombreuses personnes en instance de divorce dans la série de téléréalité de courte durée d'ABC The Ex-Wives Club en 2007. En 2012, elle parle de sa lutte contre le cancer à l'âge de 11 ans dans la saison 2 du talk-show Super Soul Sunday animé par Oprah Winfrey,. 
Ford vit dans la communauté balnéaire de La Jolla, dans le comté de San Diego. Elle meurt à son domicile le 17 février 2013, à l'âge de 57 ans, après une longue bataille contre le cancer,.

## Publications
- 2002 : Embracing Your Shadow sous l'édition de Hay House et Spiritual Divorce
- 2003 : A Letter from Heaven: God's Gifts to a Mother, Through the Death of Her Daughter avec Allen Guyer
- 2005 : The Best Year Of Your Life Kit paru aux éditions Hay House
- 2009 : Why Good People Do Bad Things; The Secret of the Shadow; The Right Questions et The Best Year of Your Life publiés sous HarperCollins
- 2010 : The Shadow Effect: Illuminating the Hidden Power of Your True Self avec Deepak Chopra et Marianne Williamson sous les éditions HarperOne; The 21-Day Consciousness Cleanse: A Breakthrough Program for Connecting with Your Soul's Deepest Purpose publié sous HarperCollins
- 2012 : Courage: Overcoming Fear and Igniting Self-Confidence paru sous HarperCollins